# Oust-Katav
Oust-Katav (en russe : Усть-Катав) est une ville de l'oblast de Tcheliabinsk, en Russie. Sa population s'élevait à 23 169 habitants en 2013.

## Géographie
Oust-Katav est arrosée par la rivière Iouzourian et se trouve à 137 km à l'est d'Oufa et à 209 km à l'ouest de Tcheliabinsk.

## Histoire
La ville a été fondée en 1758. Oust Katav se compose d'une vieille ville, dans une vallée, et de trois nouveaux quartiers appelés respectivement MKR 1, MKR 2 et MKR 3. Oust-Katav se trouve près du chemin de fer Transsibérien et sur la route fédérale M5 "Oural".

## Population
Recensements (*) ou estimations de la population
| 1926* | 1939*  | 1959*  | 1970*  | 1979*  |
| ----- | ------ | ------ | ------ | ------ |
| 6 044 | 13 032 | 23 133 | 23 438 | 24 521 |

| 1989*  | 2002*  | 2010*  | 2012   | 2013   |
| ------ | ------ | ------ | ------ | ------ |
| 31 218 | 25 898 | 23 580 | 23 326 | 23 169 |

| 2016   | 2019   | 2021   | - | - |
| ------ | ------ | ------ | - | - |
| 22 627 | 22 042 | 21 439 | - | - |

## Économie
Oust-Katav est connue pour son usine de tramways, longtemps la seule du pays : Oust-Katavski Vagonostroïtelny zavod im. Kirova (UKVZ, usine de construction de wagons Kirov d'Oust-Katav). On y a fabriqué le modèle de tramway le plus répandu dans le monde, le KTM-5. L'usine UKVZ fabrique également des moteurs de missiles et des équipements pour engins spatiaux.

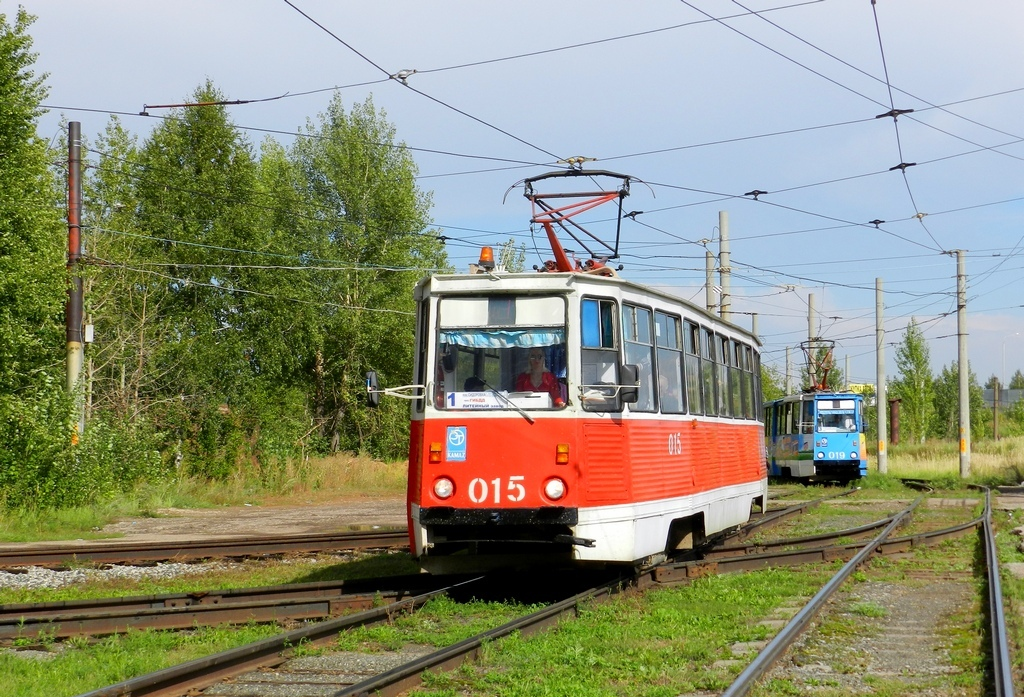
Modèle ancien de KTM-5, construit à l'usine Kirov d'Oust-Katav.
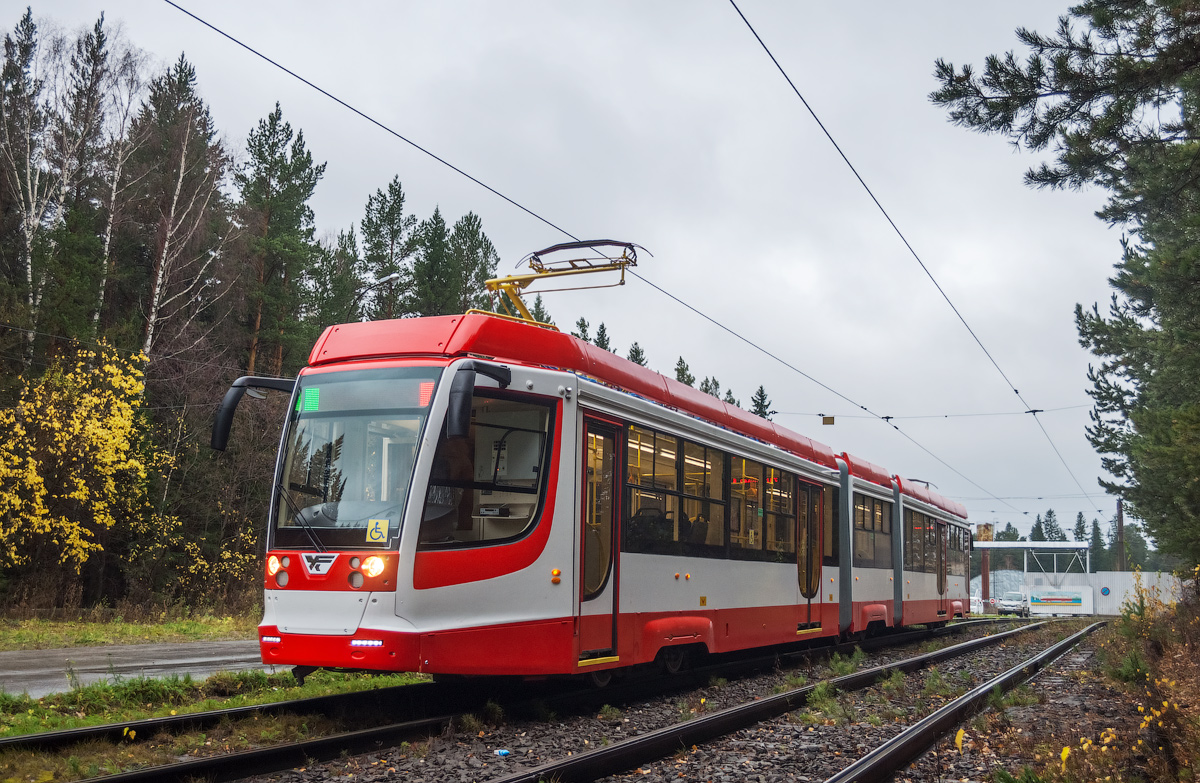
Tramway KTM-38 construit à Oust-Katav, sur une ligne de Zlatooust.

## Transports
Oust-Katav est desservie par le grand axe routier est-ouest M5 / E30, qui relie Moscou à Tcheliabinsk. Elle se trouve à 1 525 km de Moscou et à 259 km de Tcheliabinsk.

## Photographies

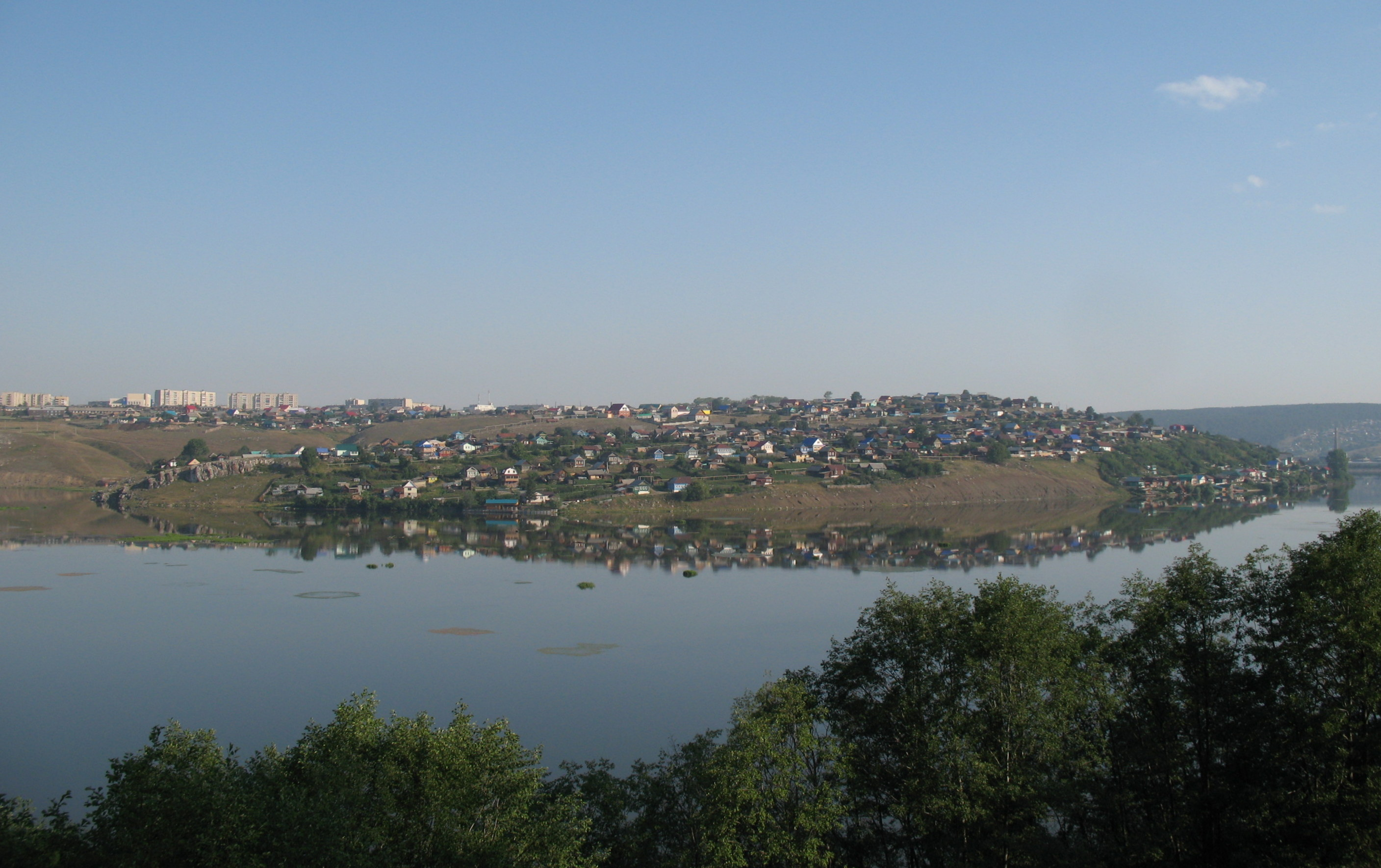
Oust-Katav vue du Katav.
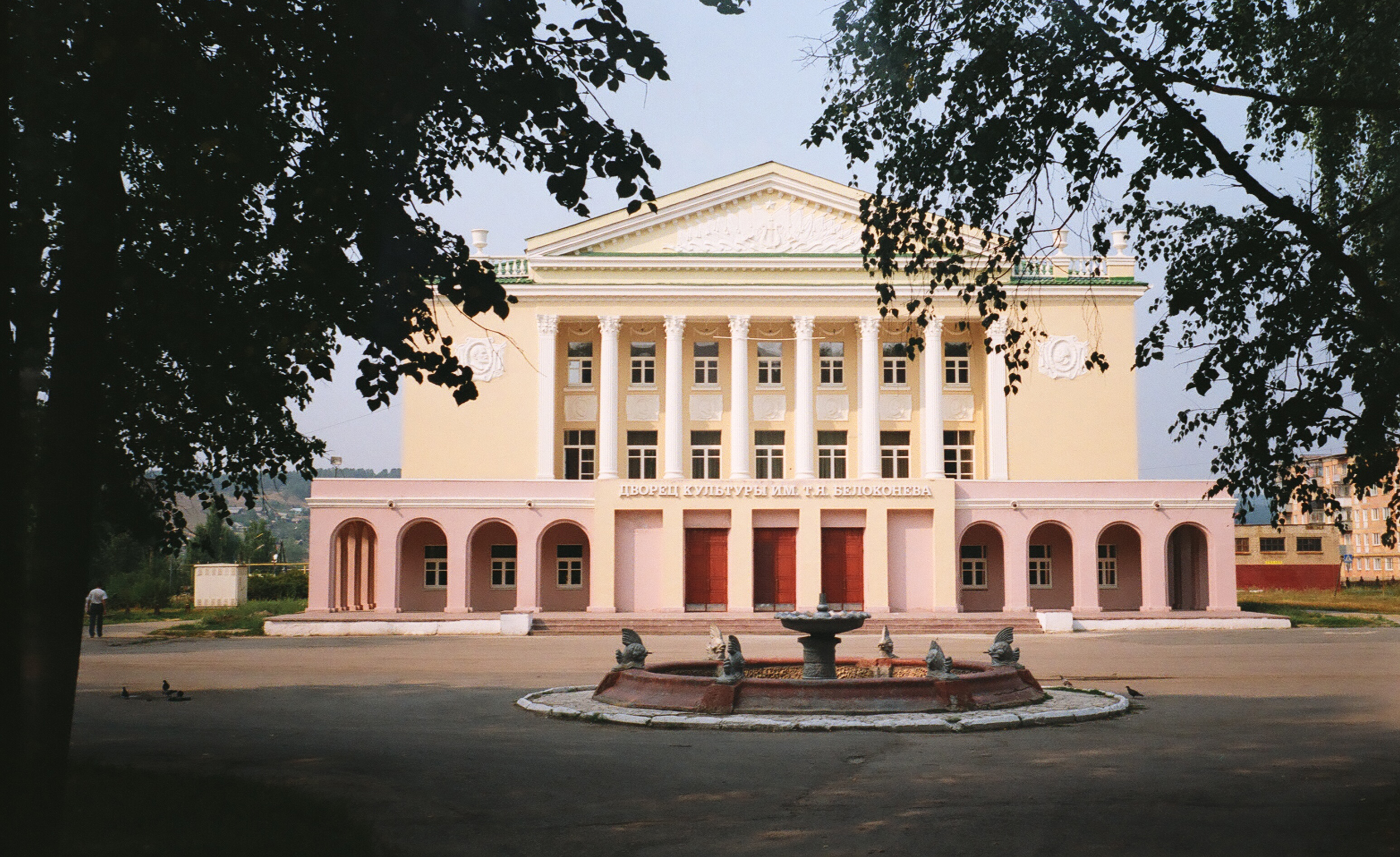
Palais de la culture des constructeurs de wagons.

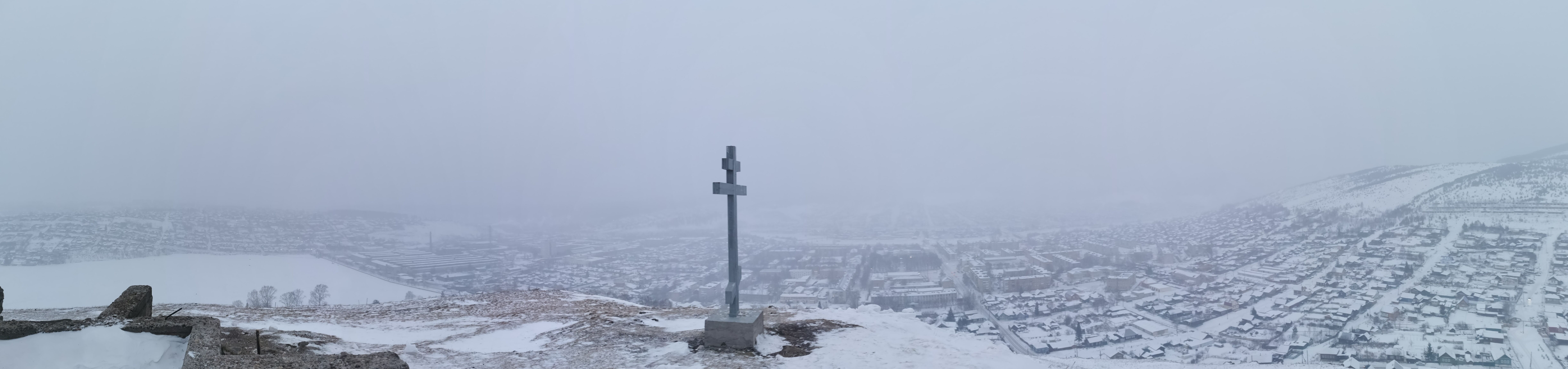
Vue en hiver.